# Кеппель, Уильям, 7-й граф Албемарл
Подполковник Уильям Куттс Кеппель, 7-й граф Албемарл (англ.  William Coutts Keppel, 7th Earl of Albemarle; 15 апреля 1832 — 28 августа 1894) — британский военный и политик. Он носил титул учтивости — виконт Бери с 1851 по 1891 год. Потомок по прямой линии короля Англии Карла II Стюарта и и прапрадед королевы Камиллы.

## Происхождение и образование
Родился 15 апреля 1832 года в Лондоне. Единственный сын генерала Джорджа Кеппеля, 6-го графа Албемарла (1799—1891), и его жены Сьюзен Куттс Троттер, дочери сэра Куттса Троттера, 1-го баронета Вествилля. Он получил образование в Итонском колледже.

## Военная карьера
Уильям Кеппель стал прапорщиком и лейтенантом 43-го пехотного полка в 1843 году, лейтенантом шотландской гвардии в 1848 году и адъютантом лорда Фредерика Фицкларенса в Индии в 1853 году. С 1854 по 1856 год — суперинтендант по делам индейцев в Канаде.
В 1860 году он сформировал 21-й Миддлсексский стрелковый добровольческий корпус (стрелки гражданской службы), получил чин полковника.

## Политическая карьера
Первоначально либерал, лорд Бери заседал в Палате лордов Великобритании от Нориджа (1857—1860), Уик-Бергса (1860—1865) и Берик-апон-Туида (1868—1874). В 1859 году он стал членом Тайного совета и назначен казначеем двора королевы Виктории в правительстве лорда Палмерстона, эту должность он занимал до 1866 года, последнего года премьерства лорда Рассела. В 1870 году он был назначен рыцарем-командором ордена Святых Михаила и Георгия. 6 сентября 1876 года он был вызван в Палату лордов по приказу об ускорении с отцом титулом — 7-й барон Ашфорд из Ашфорда.
Два года спустя лорд Бери был назначен заместителем государственного секретаря по военным вопросам в консервативной администрации лорда Биконсфилда, на этой должности он оставался до падения правительства в 1880 году. В 1881 году он стал добровольным адъютантом королевы. Он снова был заместителем государственного секретаря по военным вопросам с 1885 по 1886 год при в правительстве лорда Солсбери.
Он написал историю американской колонизации под названием «Исход западных наций» (1865), «Отчет о состоянии индейцев Британской Северной Америки» и был главным автором, совместно с Джорджем Лейси Хиллером, тома «Велоспорт» библиотеки Бадминтона (1887).
21 февраля 1891 года после смерти своего отца Уильям Кеппель унаследовал титулы 7-го графа Албемарла (Пэрство Англии) и 7-го виконта Бери в графстве Ланкашир (Пэрство Англии).

## Личная жизнь

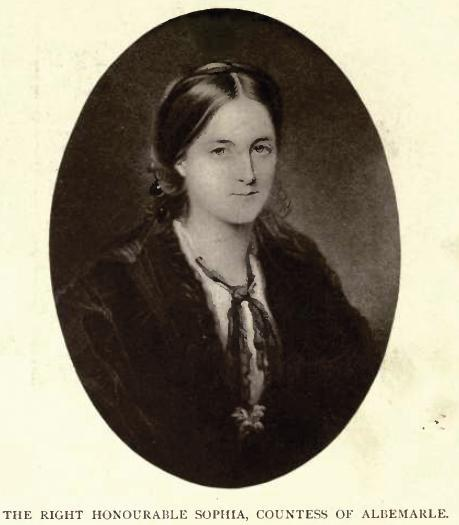
София Кеппель, графиня Албемарл

15 ноября 1855 года в замке Дандерн, Гамильтон, Канада, лорд Албемарл женился на Софии Мэри Макнаб (5 июля 1832 — 5 апреля 1917), дочери Аллана Макнаба, премьер-министра провинции Канада. У супругов было десять детей:
- Подполковник сэр Арнольд Аллен Сесил Кеппель, 8-й граф Албемарл (1 июня 1858 — 12 апреля 1942), в 1881 году он женился на леди Гертруде Люсии Эгертон, дочери Уилбрахама Эгертона, 1-го графа Эгертона.
- Достопочтенная Гертруда Мэри Кеппель (9 ноября 1859 — 7 апреля 1860); умерла в младенчестве.
- Леди Теодора Кеппель (11 января 1862 — 30 октября 1945); вышла замуж за полковника Уильяма Лесли Дэвидсона, от брака с которым у неё было пятеро детей.
- Достопочтенный Подполковник сэр Дерек Уильям Джордж Кеппель (7 апреля 1863 — 26 апреля 1944)
- Леди Хильда Мэри Кеппель (29 августа 1864 — 7 октября 1955), умерла незамужней и монахиней.
- Подполковник Достопочтенный Джордж Кеппель (14 октября 1865 — 22 ноября 1947), он женился на Элис Эдмонстоун (1898—1910), любовнице и доверенном лице короля Эдуарда VII. Кеппель и Эдмонстоун были прапрабабушкой и прадедушкой королевы Камиллы.
- Леди Леопольдина Оливия Кеппель (14 ноября 1866 — 9 августа 1948); крестница короля Бельгии Леопольда II, она стала монахиней, известной в религиозном мире как «мадам Кеппель».
- Леди Сьюзен Мэри Кеппель (5 мая 1868 — 26 июня 1953), в 1896 году она вышла замуж за сэра Уолтера Бопре Таунли.
- Леди Мэри Стюарт Кеппель (15 мая 1869 — 21 сентября 1906), в 1900 году она вышла замуж за генерал-майора сэра Гарольда Артура Льюиса Тагарта.
- Леди Флоренс Сесилия Кеппель (24 февраля 1871 — 30 июня 1963), в 1902 году она вышла замуж за Уильяма Бойла, 12-го графа Корка.

13 апреля 1879 года он перешел в римско-католическую веру. Лорд Албемарл скончался в августе 1894 года в возрасте 62 лет от паралича и был похоронен в Куиденему в Норфолке. Его старший сын Арнольд унаследовал графский титул.